# Sunfeast Open
Il Sunfeast Open è stato un torneo femminile di tennis che si giocava a Calcutta e a Mumbai in India su campi in cemento indoor. In passato ha fatto parte della categoria Tier III dal 2005 al 2007.

## Albo d'oro

### Singolare
| Anno | Campionessa        | Finalista        | Punteggio |
| ---- | ------------------ | ---------------- | --------- |
| 2005 | Anastasija Myskina | Karolina Šprem   | 6-2, 6-2  |
| 2006 | Martina Hingis     | Ol'ga Pučkova    | 6-0, 6-4  |
| 2007 | Marija Kirilenko   | Marija Korytceva | 6-0, 6-2  |

### Doppio
| Anno | Campionesse                           | Finaliste                           | Punteggio |
| ---- | ------------------------------------- | ----------------------------------- | --------- |
| 2005 | Elena Lichovceva & Anastasija Myskina | Neha Uberoi & Shikha Uberoi         | 6-1, 6-0  |
| 2006 | Liezel Huber & Sania Mirza            | Julija Bejhel'zymer & Juliana Fedak | 6-4, 6-0  |
| 2007 | Vania King & Alla Kudrjavceva         | Alberta Brianti & Marija Korytceva  | 6-1, 6-4  |